# جائزة نيكا
جائزة نيكا (بالروسية: Ника) هي الجائزة الوطنية السنوية الرئيسية للسينما في روسيا، وتشرف عليها الأكاديمية الروسية للفنون والعلوم السينمائية، وتعتبر المعادل الوطني لجوائز الأوسكار في الولايات المتحدة الأمريكية.

## التاريخ
تأسست الجائزة على يد المنتج والممثل يولي غوزمان سنة 1987، محاولًا استيحاء فكرة جائزة الأوسكار. اشتق اسم الجائزة من نيكه آلهة النصر، وصمم تمثال الجائزة بشكل مشابه لتمثال النصر المجنح لساموثريس.
تعتبر الجائزة أقدم جائزة سينمائية احترافية في روسيا، دشنت خلال السنوات الأخيرة من عمر الاتحاد السوفيتي من قبل اتحاد صناع الأفلام الروس.
نذ انشاء الجائزة كانت الأفلام تُقييم من قبل جميع أعضاء اتحاد صناع الأفلام. لكن في أوائل التسعينيات، أسست أكاديمية خاصة، تتألف من أكثر من 500 أكاديمي، لاختيار الفائزين بالجوائز. وهذه الجوائز تعترف بالإنجازات البارزة في مجال السينما (وليس التلفزيون) المنتجة في روسيا ورابطة الدول المستقلة.
لاحقًا أنشأ نيكيتا ميخالكوف جائزة العقاب الذهبي سنة 2002، المنافسة لنيكا، على غرار جوائز الغولدن غلوب، والتي تُكرم إنتاج السينما والتلفزيون معًا في روسيا.

## الحفل السنوي
يتم بث حفل توزيع جوائز نيكا سنويًا في شهر يوليو تقريبًا، ويحظى بدعاية ضخمة في جميع أنحاء روسيا ورابطة الدول المستقلة.

## فئات الجائزة
| - جائزة نيكا لأفضل صورة: منذ عام 1988 - جائزة نيكا لأفضل مخرج: منذ عام 1988 - جائزة نيكا لأفضل سيناريو: منذ عام 1988 - جائزة نيكا لأفضل ممثل: منذ عام 1988 - جوائز نيكا لأفضل ممثلة: منذ عام 1988 - جائزة نيكا لأفضل ممثل مساعد: منذ عام 2002 - جائزة نيكا لأفضل ممثلة مساعدة: منذ عام 2002 - جائزة نيكا لأفضل تصوير سينمائي: منذ عام 1988 - جائزة نيكا لأفضل تصميم إنتاج: منذ عام 1988 - جائزة نيكا لأفضل تصميم أزياء: منذ عام 1988 | - جائزة نيكا لأفضل صوت: منذ عام 1988 - جائزة نيكا لأفضل موسيقى: منذ عام 1988 - جائزة نيكا لأفضل فيلم رسوم متحركة: منذ عام 1988 - جائزة نيكا لأفضل فيلم وثائقي: منذ عام 1988 - جائزة نيكا لأفضل فيلم لرابطة الدول المستقلة ودول البلطيق: منذ عام 2003 - جائزة نيكا لاكتشاف السنة: منذ عام 2002 - جائزة نيكا لأفضل مساهمة في العلوم السينمائية والنقد والتعليم: منذ عام 2002 - جائزة نيكا للإنجاز مدى الحياة: منذ عام 1988 - جائزة نيكا لأفضل أداء مساعد (منحت في الفترة من 1988 إلى 2001) - جائزة نيكا لأفضل منتج (منحت في الفترة من 1994 إلى 1995) - جائزة نيكا لأفضل تصوير سينمائي في فيلم وثائقي (منحت في عام 1989) |